# Martha Greenblatt
Martha Greenblatt (née en 1941) est une chimiste américaine, chercheuse et professeure à l'Université Rutgers, Nouveau-Brunswick, New Jersey. En janvier 2008, elle était la seule femme présidente d'un département des sciences à la School of Arts and Science. Elle a occupé le poste de président du département de chimie de Rutgers tout en poursuivant ses recherches en chimie inorganique à l'état solide. Elle a reçu la médaille Garvan-Olin 2003 de l'American Chemical Society, un prix décerné chaque année à une chimiste exceptionnelle. En 2004, elle est devenue Board of Governors Professor of Chemistry à Rutgers.

## Biographie
Martha Greenblatt est née à Debrecen, en Hongrie, en 1941. Pendant la Seconde Guerre mondiale, son père s'est échappé d'un camp de travail nazi. Martha Greenblatt, sa mère et son frère âgé de 6 mois étaient dans un train à destination d'Auschwitz quand il a changé de direction et ils ont été sauvés. Martha Greenblatt, sa mère et son frère ont vécu à Vienne jusqu'à la fin de la guerre. Ils sont retournés en Hongrie dans leur appartement, où ils ont trouvé le père de Greenblatt. En octobre 1956, elle était au lycée de Debrecen au moment de l'Insurrection de Budapest contre l'occupation soviétique. Martha Greenblatt, qui n'avait pas tout à fait 16 ans à l'époque, s'enfuit avec deux amis à Vienne, en décembre. En janvier 1957, elle arriva à New York où elle s'est inscrite au New Utrecht High School (en) à Brooklyn, puis à Brooklyn College à l'automne 1958.
En 1962, elle a obtenu un Bachelor of Science en chimie à Brooklyn College. Elle a étudié auprès du professeur Herman Francis Mark et a suivi son célèbre cours sur les polymères. Rudolph Marcus, qui a reçu plus tard le prix Nobel de chimie pour son travail au Brooklyn Polytechnic Institute, était son professeur de physico-chimie. Elle a obtenu son doctorat du Brooklyn Polytechnic Institute en 1967.
Son premier emploi a été celui de chimiste à la Chiclets Chewing Gum Company (en) de Long Island City,. De 1972-1973 elle était un scientifique invité à l'Institut Weizmann en Israël. En 1974, elle rejoint la faculté de l'Université Rutgers. En 1980, elle a passé un été en tant que professeur invité au Laboratoire Clarendon de l'Université d'Oxford en Angleterre. Elle a pris une année sabbatique aux Laboratoires Bell à Murray Hill, New Jersey de 1980 à 1981.
Les recherches de Greenblatt se situent dans le domaine de la chimie du solide et précisément dans la synthèse de composés de métaux de transition.